# ホルストン
ロイ・ホルストン・フローウィック（1932年4月23日 - 1990年3月26日）は、ホルストンのブランド名で知られ、特に70年代に国際的な名声を上げたアメリカ人ファッションデザイナー。

## 概要
カシミアやウルトラスエードで作られたホルストンのミニマリストかつクリーンなデザインは、1970年代半ばのディスコで新しい旋風を巻き起こし、アメリカのファッションを再定義した。ホルストンは、アメリカ人女性のためのリラックスした都会のライフスタイルを生み出したことでも知られている。 彼はスタジオ54で、親友のライザ・ミネリ、ビアンカ・ジャガー、芸術家のアンディ・ウォーホルと一緒に写っている写真が多く残されている。 
ホルストンは1950年代初頭、シカゴ美術館附属美術大学に通いながら、ホルストンは女性用帽子をデザインし製造するビジネスを始めた。有名な顧客を獲得し、1957年にシカゴのマグニフィセント・マイルに店を開いた。ホルストンはその後、ニューヨークの高級デパートバーグドルフ・グッドマンの帽子職人となった。1961年、ジャクリーン・ケネディが夫のジョンF.ケネディの大統領就任式の際に着用したピルボックス帽をデザインしたことで、ホルストン名が一躍広く知られるようになった。
1960年代後半、ホルストンは婦人用帽子から婦人服を扱うようになり、ニューヨークのマディソン・アベニューにブティックを開店、そこでプレタポルテタイプのブランドを立ち上げた。その後、ヘロインの過剰摂取下でのいくつかの誤った判断によりビジネスが傾き始め、1980年代に、ホルストンは最終的に自身が創業したブランドの経営から退いた。1990年に57歳でエイズによる癌で亡くなった。  

## プロフィール

### 生い立ち
ロイ・ホルストン・フローウィックは、1932年4月23日、アイオワ州デモインで、ノルウェー系アメリカ人の会計士James Edward Frowickと専業主婦Hallie Mae（旧姓Holmes）の次男として生まれた。 ホルストンは祖母の影響で早くから縫製に興味を持ち、母や妹のために帽子を作ったり、服を仕立てるようになった。
デモインで幼少期を過ごした後、10歳の時にインディアナ州エバンズビルに引っ越した。1950年にベンジャミンボッセ高校を卒業し、インディアナ大学に短期間通った後、シカゴ美術館附属美術大学に入学した。 

### 駆け出し時代期
1952年、ホルストンはシカゴに移り、シカゴ美術館附属美術大学の夜間コースに入学、学業と並行してウィンドードレッサーとして働いた。 1953年に、自身の帽子ビジネスを開業した。彼の最初の顧客はラジオ女優でコメディアンのフラン・アリソンであった。キム・ノヴァク、グロリア・スワンソン、デボラ・カー、ヘッダー・ホッパーなどの著名人がホルストンの帽子を購入した。 
シカゴデイリーニュースがホルストンが手がけた帽子に関する短い記事を掲載したことをきっかけに、ホルストンの名が初めて広く知られるようになった。 1957年、最初のショップであるブルバードサロンをノース・ミシガン・アベニューにオープンした。ホルストンは子供の頃から、自身と同じ名前を持つ叔父ロイと区別するためにミドルネームで呼ばれることがあり、最初のショップをオープンしたちょうどこの頃から、ホルストンは仕事でもミドルネーム「ホルストン」を使うようになっていった。
1957目年後半にホルストンはニューヨークに拠点を移し、婦人用帽子職人のリリー・ダッシェの元で働き始めた。1年もしないうちに、ホルストンはダッシェの共同デザイナーに指名され、ファッションエディターや出版社と知り合いになると、ダッシェのスタジオを離れて、デパートのバーグドルフ・グッドマンの帽子サロンの責任者となった。 

### ブランドの人気の高まり

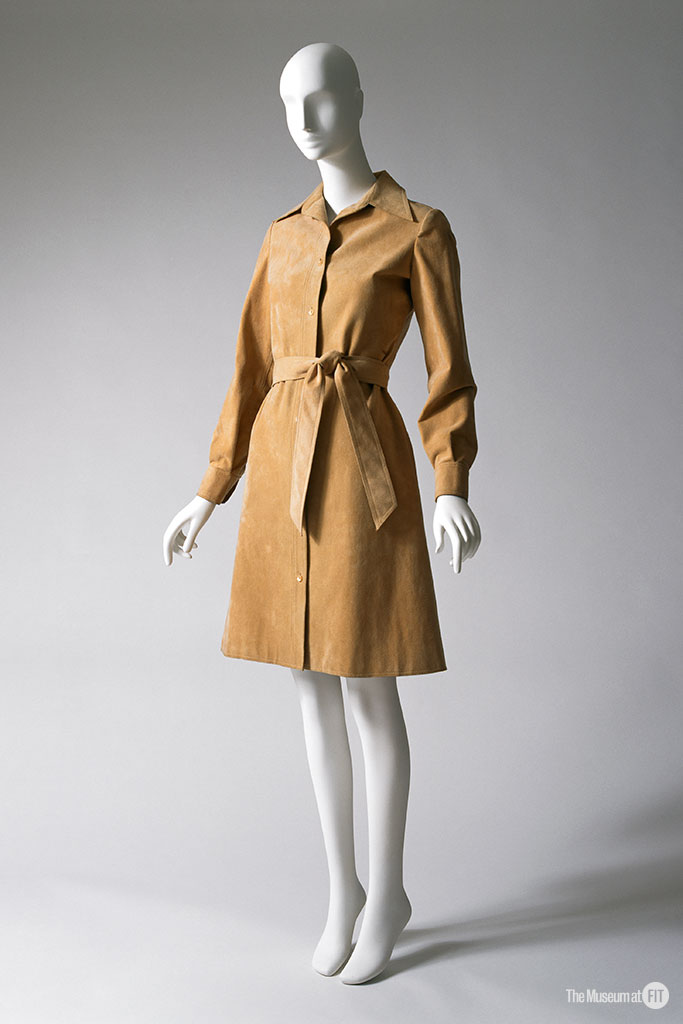
ホルストンウルトラスエードシャツドレス、1972年

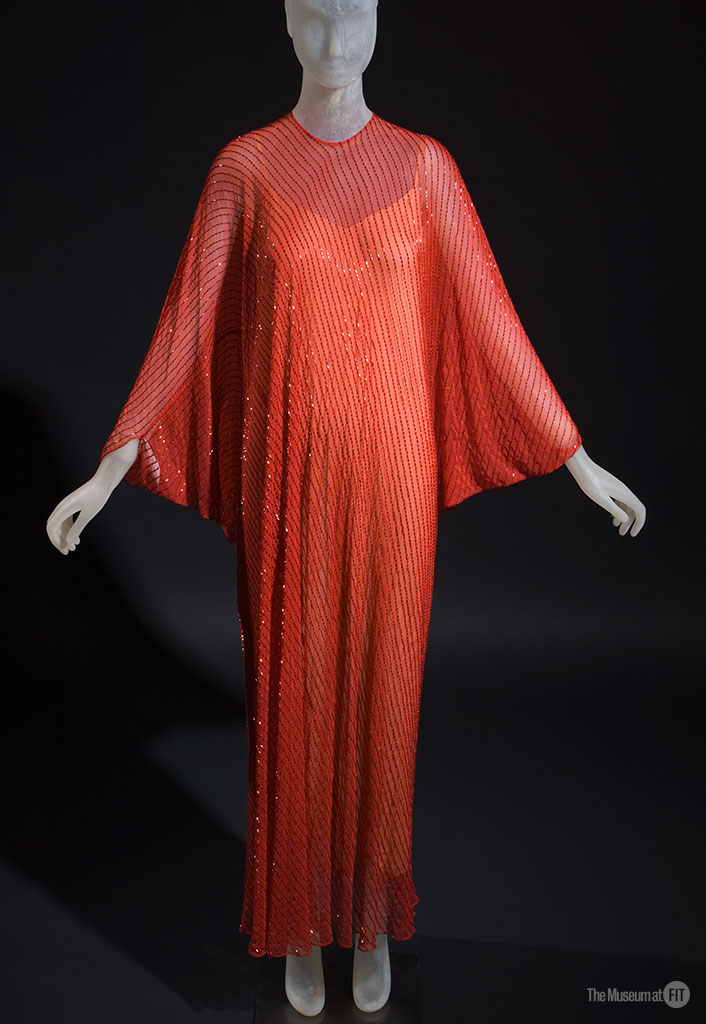
ホルストンビーズナイロンイブニングカフタン、1977年

ホルストンは、1961年にジャクリーン・ケネディが夫ジョン・F・ケネディの大統領就任式の際に着用したピルボックス帽をデザインしたことで、大きな名声を博した。彼が婦人服のデザインを始めると、ニューズウィークは彼を「全米最高のファッションデザイナー」と評した 。
帽子が時代遅れになると、ホルストンはテキサス州アマリロに住む億万長者Estelle Marshの助けを借りながら、服のデザインを精力的に行うようになった。Marshは、ホルストンが作品制作に行き詰まっている時期の唯一の支援者だった。その後、1968年にマディソン・アベニューに最初の自身のブティックをオープンした。同年のホルストンがデザインしたファッション・コレクションには広告会社重役のメアリー・ウェルズ・ローレンスのためにデザインしたダーク・ジェイド・ベルベットのウェディングドレスなどがある。ブラニフ航空のCEOハーディング・ローレンスと結婚したメアリーは、1976年にホルストンをブラニフ航空に紹介し、ホルストンはブラニフ航空の客室乗務員、パイロット、グラウンドスタッフ、マーシャラーの制服デザインを担当することになった。 
ホルストンは1969年に最初のプレタポルテタイプのブランドであるホルストン・リミテッドを立ち上げた。ホルストンのデザインは、シンプルかつミニマリスティックでありながらも洗練さと魅力に満ちており、快適な着心地を兼ね備えていた。ホルストンは、シルクやシフォンのような柔らかく豪華な生地を好んで使った。のちにヴォーグの取材に、「機能性のない余計なものは全部取り除くんだ。結べないリボン、掛けることのできないボタン、閉まらないジッパー、体を包まないラップドレスとかね。機能しないものは大嫌いなんだ。」と語った。 ホルストンのデザインのもう1つの特徴は、バイアス（生地を斜めに裁つこと）の使用だ。ホルストンは、斜めに裁断することで、どのような生地からも、セクシーで洗練されたイメージを生み出すことができると信じていた。
以前は、女性の体型は主に衣服の曲線を通して表現されることが多かったが、ホルストンは、従来の体にフィットしたシルエットを打ち破り、自然に自由に流れる生地を用いて女性の体型を表現した。ホルストンは女性の権利とパンツについて、「パンツは女性に今までにない自由を与えます。もう低い位置にある家具にしゃがんだり、床の低いスポーツカーに乗り込むときに心配する必要はありません。パンツはこれから何年も私たちと共に存在し続けるでしょう—このような権利表明をファッションを通じて行うことができるのであれば、おそらく永遠に。」と発言した  1970年代、彼のウルトラスエード・スーツは大流行した。ホルストンは機能性をファッションに取り入れた。彼はウルトラスエードのドレス・ワンピースをデザインし、女性用パンツを再導入しました。ドレス・ワンピースは、細長いメンズシャツとして受け入れられた。さらにホルストンは、スポーツウェアの要素を取り入れ、それを婦人服に組み合わせ、婦人服と紳士服の機能を統合した。
ホルストンのブティックは、グレタ・ガルボ、ベイブ・パリー、アンジェリカ・ヒューストン、ジーン・ティアニー、ローレン・バコール、マーゴ・ヘミングウェイ、エリザベス・テイラー、ビアンカ・ジャガーとライザ・ミネリといった有名人を惹きつけ、特にジャガーとミネリはホルストンの親しい友人となった。  1968年から1973年の間で、ホルストンのファッションブランドは推定3,000万ドルを売り上げた。  1973年、ホルストンは自身のブランドをNorton Simon、Incに1,600万ドルで売却したが、売却後もブランドの主要なデザイナーとして関わっていた。この売却により、ホルストンは金銭面を気にすることなく、創作活動に集中できるようになった。 1975年、マックス・ファクターから、ホルストンが手がけた初の女性向けの香水がリリースされた。 1977年までに、この香水は8,500万ドルの売り上げを記録した。  1970年代を通じて、ホルストンブランドは、メンズウェア、旅行かばん、ハンドバッグ、ランジェリー、寝具までをも扱うようになった。 ヴォーグは後に、ホルストンこそがアメリカのファッション界に、カフタン、 マットジャージー素材のホルタートップドレス、ポリウレタンを広めた功労者であると指摘している。ちなみにホルストンはジャクリーン・ケネディのためにオリジナルのカフタンをデザインしたことがある 

### ホルストネッテ
ホルストンの人気と名声が高まるにつれ、ホルストンと仕事をした人々も知られるようになっていった。ホルストンの影響で有名になったモデルには、パット・クリーブランド、アンジェリカ・ヒューストン、ハイディ・ゴールドバーグ、カレン・ビョルソン 、ビバリー・ジョンソン、ナンシー・ノース、クリス・ロイヤー、アルバ・チン、コニー・クック、そしてパット・アストなどがいる。
このようなホルストン専属のモデルたちは、次第にファッション・ジャーナリストのアンドレ・レオン・タリーによって「ホルストネッテ（Halstonettes）」と呼ばれるようになった。 ホルストネッテは、ホルストンの衣料品や化粧品に関する取材、広告、イベントにホルストンと一緒に登場した。ホルストネッテ達はホルストンの引き立て役として、ホルストンが仕事で旅行するたびに行動をともにし、ホルストンのファッション・ガラに出席した。ホルストネッテは多様な人種背景を持つモデル達で構成されており、ホルストンは広告において多様な人種のモデルたちとランウェイを歩いた先駆者的ファッションデザイナーの一人となった。  

### ブラニフ航空の制服
ホルストンは制服のデザインにも大きな変革をもたらした。 1977年にホルストンはテキサスでブラニフ航空の客室乗務員の新しい制服をデザインする契約を結んだ。ホルストンは独特の「H」ロゴ散りばめられた落ち着いた茶色のユニフォームをデザインした。白色、小麦色、灰褐色を組み合わせた制服で、これらの色はブラニフ航空機のアルゼンチン革のシートにも使われた。ホルストンが生み出したこのカラー・スキームは、ホルストンのウルトラスエードデザインに関連づけて「ウルトラタッチ」と名付けられ、1970年代後半を印象付けるアイコニックなものとなった。 1977年2月、「アカプルコで過ごす三日間の夜（The Three Nights in Acapulco）」と呼ばれるパーティーが開催され、ブラニフ航空のエレガントな新しい制服が披露された。 
披露パーティーにはブラニフ航空会長のハーディング・ローレンス、妻のメアリー・ウェルズ・ローレンス、リンドン・ジョンソン大統領の妻レディ・バード・ジョンソンが出席した。パーティーではホルストン自身が新しい制服を見にまとい、ホルストネッテ達と登場した。パーティーとホルストンの作品は、ファッション業界で高評価を得ただけでなく、ブラニフ航空の従業員からもこれまでに着用した中で最もシンプルかつ着心地の良い制服だと賞賛を受けた。 
1976年には、米国オリンピック委員会からパンアメリカン競技大会と米国オリンピックチームのユニフォームのデザインを依頼された。そのほかにも、ガールスカウト、ニューヨーク市警、エイビス・レンタカー・システムのユニフォームをデザインした。 

### ホルストンブランドの衰退
1983年、ホルストンは小売チェーンのJ.C.ペニーとレイセンス契約を結び、その契約金は10億ドルだったと言われている。この新ブランドは「ホルストンIII」と呼ばれ、24ドル〜200ドルの手頃な価格の衣類、アクセサリー、化粧品、香水のラインナップで構成された。当時、ホルストンのような高級デザイナーが中価格帯の小売チェーンと契約を結ぶことがなかったため、ホルストンの新ブランドはファッション業界で物議を醸した。ホルストン自身はJ.C.ペニーとの契約はブランド拡大につながるとして好意的に考えていたが、逆に新ブランドによりホルストンの名が「安っぽく」なったと考える風潮がファッション業界で広がり、ホルストンブランドのイメージダウンにつながってしまった。 当時、高級デパートのバーグドルフ・グッドマンは、ホルストンIIIの計画発表後、ホルストン・リミテッドのラインナップを店舗から引き下げた。 さらに他のデパートや店舗もこの動きに同調し、ホルストンへの発注が減少した。 J.C.ペニーと契約したホルストンIIIブランドの評判は散々なものであり、最終的にはラインナップは廃止された。ただし、高級ブランドデザイナーが異なる価格帯の商品を売り出す道を切り開いたという点で、ホルストンを評価する声も現在ではある。
1983年、当時ノートン・サイモン社が所有していたホルストン・リミテッドを、エスマーク社が買収した。エスマークによる買収後、ホルストンは自身が創始者であるはずのブランドの経営権を奪われていき、憤りを募らせていった。ブランドの経営権がプレイテックス社 、 ベアトリス・フーズなど様々な会社に次々と移り変わる中で、 ホルストンのブランドへの影響力は弱まっていき、1984年には自身のブランドのためにデザインを提供することすら禁止されてしまった。そのような状況の中、ホルストンはブランドを買い戻そうと辛抱強く交渉を続けた 。
1986年にホルストンはレブロン社に買収された。レブロン社はホルストンがブランドのデザインを手がけないことを条件に、ホルストンに報酬を支払った。しかしながらホルストンはこの間も、家族や友人のライザ・ミネリやマーサ・グラハムのためにデザインを提供していた。レブロン社との契約が切れた後、ホルストンは再びレブロン社と契約を更新する話を進めていたが、レブロン社がホルストン抜きで新ホルストンブランドを立ち上げようとしている話が発覚し、交渉は決裂した。 その後、レブロン社は様々なデザイナーのもとでホルストンブランドの衣類を発表したが、1990年に衣類の販売は廃止となった。しかしホルストンの香水だけは販売が続けられた。 

### 死
1988年、ホルストンはHIVで陽性と診断された。 彼体調が悪化すると、ホルストンは親族が住むサンフランシスコに移住した。 1990年3月26日、サンフランシスコのパシフィック・プレスビテリアン医療センターで、エイズ指標疾患であるカポジ肉腫により亡くなった。 ホルストンの遺体は火葬された。 

## ホルストンの死後
- 1990年6月、ホルストンの長年の友人であるライザ・ミネリによる追悼式がリンカーン・センターのアリス・タリー・ホールで開かれ、追悼式の後に友人のエルサ・ペレッティ主催のお別れ会が開催された。 [25]

- 2010年、ホルストンを題材にしたドキュメンタリー『Ultrasuede：In Search ofHalston』が公開された。 [26]

- 2014年11月から2015年1月の間、アンディ・ウォーホール・ミュージアム主催の巡回展Halston and Warhol Silver and Suede、ホルストンの姪レスリー・フローウィックの協力のもと実現した。 [27]

- 2015年2月から4月にかけて、ニューヨーク市州立ファッション工科大学の博物館で、ホルストンの1970年代のファッションに関する特別展が開催された。 [28]

- 2017年3月、ホルストンのキャリアを振り返るホルストン・スタイルがナッソー郡美術館にオープンした。回顧展は、ホルストンの姪であるレスリー・フローウィックによってキュレーションされ、ホルストンが亡くなる前にレスリーに遺したさまざまな衣類や私物などのコレクションが展示されている。 レスリーは回顧展のカタログHalston：Inventing AmericanFashionの執筆も行った。 [29]

- 2019年5月、フレデリック・チェンが監督したドキュメンタリー『Halston』が公開された。ドキュメンタリーにより、世間のホルストンとホルストネッテのモデル達への関心が高まった。 同年5月、ニューヨークタイムズ紙は、「Halston's Women Have their Say」という記事を発表した。この記事の中で、元ホルストネッテの女性達が自分たちの経験を振り返っている。 [30]同年8月にはCNNも、Free Inside Our Clothes: Top Models Remember What It Was Like to Walk a Halston Show、と題した特集を行った。 [17]

- ファッション評論家のロビン・ジヴハン曰く、トム・フォードが1990年代後半にグッチとイヴ・サンローランを復活させた時、フォードはホルストンのきらびやかな魅力にインスピレーションを得たと指摘しており、「1999年にフォードがイブ・サンローレンのデザインに携わるようになった時、フォードはイブ・サンローランらしさを大事にしました。しかしそれと同時にフォードのデザインは、ホルストンの最盛期を思い起こさせるような雰囲気を漂わせているのです。」と語っている。 [31]

- スティーヴン・ゲインズの本「Simply Halston」を基にした、ユアン・マクレガーがホルストン役を務めるテレビミニシリーズ『HOLSTON/ホルストン』が2021年5月14日にNetflixで公開された。 [32]

## 私生活
ホルストンはヴェベズエラ生まれのアーティストであるヴィクトル・ヒューゴと、別れてはよりを戻すといった恋人関係にあった。 2人は1972年にヒューゴがメイクアップアーティストとして働いていたときに出会った。2人は付き合い始めると、ヒューゴはホルストンの家に住み始めた。 ホルストンはヒューゴを専属のウィンドウドレッサーとして雇った。 2人の関係は10年以上にわたって続いた。 
ニューヨークタイムズ紙によると、ホルストンはファッションデザイナーのルイス・エステベスとも関係を持っていたという。 

## ホルストンの遺産

### 歴史
1990年のホルストンの死後、ホルストン社は何度か経営者が変わっている。
1990年にレブロン社が衣料品の生産を停止した後、1991年にホルストンはボルゲーゼに買収された。 1996年、スポーツウェア会社Tropic Texがホルストンの衣料品ライセンスを購入（ホルストンの香水のライセンスはまだレブロン社が保持している）、デザイナーランドルフ・デュークのもとでホルストンブランドを再開させた。デュークが手がけた最初のコレクションは1997年秋にデビューし、高い評価を得た。マライア・キャリー、セリーヌ・ディオン、ミニー・ドライバー（第70回アカデミー賞授賞式でホルストンの真紅のドレスを着た）といった著名人が新生ホルストンのドレスを着た。 1998年にプライベート・エクイティ・ファンドであるCatterton-Simonにホルストンが売却されると、デュークはブランドを去った。 同年後半、デザイナーのケバン・ホールがヘッド・デザイナーとして雇われ、その当時ブランドはハウス・オブ・ホルストンと呼ばれた。ホールのが手がけたハウス・オブ・ホルストン初のコレクションは1998年春にデビューし、高い評価を得た。  1999年、Catterton-SimonはホルストンをNeema Clothingに売却した。 ヘッド・デザイナーのケバン・ホールは2000年にブランドを去った。 
ホールがブランドを去った後、ホルストンの新しい所有者であるJames J. Ammeenは、ホルストンを高級ブランドとして生まれ変わらせる計画を立て、デザイナーのブラッドレイ・バイユーを雇った。バイユーが手がける新ブランド「ブラッドリー・バイユー・フォー・ホルストン」はオプラ・ウィンフリーとクイーン・ラティファが着用した。バイユーは、広告費用に関してAmmeenと衝突し、2005年にブランドを去った。 
2006年には、ジミー・チュウの共同創設者タマラ・メロン、スタイリスリストのレイチェル・ゾーイ、映画プロデューサーハーヴェイ・ワインスタインがヒルコ・コンシューマー・キャピタルと提携し、ホルストンを復活させようする試みがなされた。タマラ・メロンとレイチェル・ゾーがデザイナーと衝突するなどし、新ブランド立ち上げ後すぐにブランドの方向性で問題が起きた。元ヴェルサーチのデザイナーのマルコ・ザニーニが2007年7月に採用された。後にゾーイは、ザニーニのデザインに失望し、デザインプロセスからザニーニを締め出したことを明かしている。
2007年から2008年にかけて、タマラ・メロンの経営下にあるホルストンはクリス・ロイヤーに声をかけ、クリスをホルストン・アーカイブとホルストンの諮問委員会のメンバーに選任した。ロイヤーは、300点を超えるホルストンのオリジナルビンテージ作品を集めたヒルコ/ホルストン・アーカイブをまとめた。コレクションには、ホルストンのデザインに関する記事などのありとあらゆるものが揃っている。 2008年、ロイヤーは、ヒルコ/ホルストン・アーカイブのコレクションをもとに、「NeimanMarcusHalstonGlam」展を開催した。2014年の巡回展Halston and Warhol: Silver and Suedeにもアーカイブからコレクションの一部が提供された。
ザニーニが手がけたホルストンコレクションが2008年2月にデビューしたが、賞賛する声もあれば批判する声もあり、評価は二分した。2008年7月にザニーニがホルストンを去ると、英国人デザイナーのマリオス・シュワブは2009年5月がホルストンのデザインを担当するようになった。 その後ホルストン社は、ホルストン・ヘリテージと呼ばれる第二の新ブランドラインを立ち上げた。ヘリテージのコレクションは、アーカイブに残されたホルストンのスケッチをもとに、そのデザインを現代風にアレンジしたものである。  2009年、女優のサラ・ジェシカ・パーカーは映画「セックス・アンド・ザ・シティ2」でハルストン・ヘリテージのドレスを2枚着用した。ハルストン社はサラ・ジェシカ・パーカーをハルストンブランドの社長兼最高クリエイティブディレクターとして採用した。サラ・ジェシカ・パーカーはハルストン・ヘリテージの監修も行った。  
2011年2月、マリオス・シュワブは自身が手がけた初のホルストンの秋冬コレクションを発表した。 クリエイティブ・ディレクターとしての在職中、サラ・ジェシカ・パーカーは有名ジュエリー・デザイナーのジャクリーン・ラブンを選任し、オーダーメイドののシルバーアクセサリーをデザインさせた。 
シュワブの初デビューコレクションは良い評価を受けなかった。  American Vogueの2011年8月号で、サラ・ジェシカ・パーカーは彼女がホルストンを辞めたことを明らかにした。 シュワブとハーヴェイ・ワインスタインもサラに続くようにホルストンを去っている。  
2011年後半、ヒルコ・コンシューマー・キャピタルはBCBGの前社長ベン・マルカを招き入れ所有権を統合し、マルカを会長兼CEOとしてハルストン・ヘリテージ事業を継続させた。マルカはマックス・アズリアとエルベ・レジェの元クリエイティブディレクターであるマリー・マゼリスの助けを借り、より現代的なブランドの改変に着手した。ヒルコ・コンシューマー・キャピタルは、ハルストン・ヘリテージのプレタポルテタイプのコレクションに的を絞ることにし、この計画に7,500万ドルの追加投資をした。 
2012年9月、同社は本社をニューヨークからロサンゼルスに移した。  2013年2月、ホルストン・ヘリテージは、アラブ首長国連邦で製品を流通させるためにMajid Al Futtaim Groupと契約を締結した。  2015年、同社はホルストンブランドのH by HalstonとH Halstonを、有名ブランドを大衆アウトレット市場に売り出すこと専門とするXcel社に売却した。 
2018年秋のコレクションは、アスレジャーアパレルに焦点を当てたものであった。  
2021年にNetflixで配信された『HOLSTON/ホルストン』（全5話）では、ユアン・マクレガーがホルストンを演じている。